# خفاشيات العالم القديم ورقية الأنف
خفاشيات العالم القديم ورقية الأنف أو خفاشيات حذوات الحصان (الاسم العلمي: Hipposideridae)، فصيلة خفافيش، غالبًا ما يُنظر إليها على أنه فُصيلة من، Hipposiderinae، من فصيلة خفاش حدوة الفرس، تصنف الآن بشكل عام على أنها منفصله. ومع ذلك، فهي أكثر ارتباطًا بخفاخيش حذوة الفرس (Rhinolophidae) داخل رتيبة أشكال مجنحات الأقدام.